# Air Inferno
Air Inferno (エアインフェルノ?, Ea Inferuno) è un simulatore di volo arcade sviluppato e pubblicato nel 1990 dalla Taito. È uno spin-off sia di Midnight Landing che di Top Landing.

## Modalità di gioco
Air Inferno presenta una grafica 3D con visualizzazione poligonale, che era l'ultima tecnologia all'epoca. Il giocatore controlla un elicottero che può spostarlo liberamente combinando il joystick e i pedali. La potenza del motore viene regolata spostando la leva dell'acceleratore sul lato sinistro del sedile verso l'alto e verso il basso per far salire e scendere il velivolo. Il joystick ha un pulsante di scarico dell'agente estinguente, che viene utilizzato nelle missioni antincendio.
La direzione dell'aereo e la direzione del bersaglio vengono visualizzate nella parte superiore dello schermo, l'altitudine dell'aereo viene visualizzata sulla sinistra e un inclinometro e una bussola vengono visualizzati sotto. Un misuratore di direzione e velocità del vento vengono visualizzati in basso a destra. In basso al centro c'è un monitor informativo traslucido e all'inizio della missione, l'immagine della telecamera dal fondo dell'aereo viene visualizzata in base alle istruzioni del quartier generale o premendo il pulsante di avvio.
Prima di giocare, il giocatore può scegliere tra la "Basic Edition" (due livelli in totale), in cui fa pratica con lo spegnere incendi e atterrare in luoghi designati entro il limite di tempo, e la "Rescue Edition" (quattro livelli in totale), in cui intraprende missioni spegnendo incendi su petroliere e grattacieli, cercando persone scomparse, ecc. Quando l'ultima missione viene completata il gioco termina.

## Accoglienza
In Giappone, la rivista Game Machine elencò Air Inferno nel numero del 1º agosto 1990 come l'unità arcade di maggior successo del mese.